# Джеймі Александер
Джеймі Лорен Александер (англ. Jaimie Lauren Alexander, уроджена Джаймі Лорен Тарбуш (англ. Jaimie Lauren Tarbush); нар. 12 березня 1984, Грінвілл, Південна Кароліна, США) — акторка. Відома роллю Джессі Голландер у серіалі «Кайл XY», а також роллю Сіф у КВМ: «Тор» (2011), «Тор 2: Царство темряви» (2013), «Агенти Щ.И.Т.» (2013), «Тор 3: Рагнарок» (2017) «Локі» (2021) та «Тор: Кохання та грім» (2022). З 2015 року входить до головного акторського складу телесеріалу «Сліпа зона», де виконує роль Джейн Доу, таємничої дівчини з татуюваннями, кожне з яких є ключем до розгадки якогось злочину.

## Біографія
Народилася в Грінвіллі, Південна Кароліна, США, але з чотирьох років мешкала у Ґрейпвайні, Техас.
Єдина донька з п'яти дітей родини. Вперше зіштовхнулася з акторською грою у початковій школі, коли задля розваги почала відвідувати театральний гурток. За словами самої Джеймі, у середній школі її звідти вигнали через невміння співати, тому їй довелось спробувати себе в спорті (займалася боротьбою). У сімнадцять років замінила хвору подругу на пробах у модельному агентстві, де зустріла свого майбутнього менеджера, Ренді Джеймса, який надіслав їй декілька сценаріїв. А через півтори року після закінчення Середньої школи Колівіл Герітедж (Colleyville Heritage High School), Джеймі переїхала до Лос-Анджелеса, щоб зрештою зайнятися акторською діяльністю.

## Кар'єра
У кінематографі з 2004 року. Дебютувала в комедії «Пастка для білки». Станом на 2017 рік фільмографія Дж. Александер налічує понад 30 фільмів та серіалів.

## Особисте життя
2012 року почала зустрічатися з актором Пітером Фачінеллі, якого зустріла на зйомках фільму «Косяки». У березні 2015 вони навіть заручилися, але вже в лютому 2016 року розійшлись.

## Фільмографія

### Фільми
| Рік  |    | Українська назва       | Оригінальна назва           | Роль          |
| ---- | -- | ---------------------- | --------------------------- | ------------- |
| 2004 | ф  | Пастка для білки       | Squirrel Trap               | Сара          |
| 2006 | ф  | Інша сторона           | The Other Side              | Ханна Томпсон |
| 2006 | в  | Зупинка                | Rest Stop                   | Ніколь        |
| 2007 | в  | Святе місце            | Hallowed Ground             | Ліз Чемберс   |
| 2008 | кф |                        | Here Lies Revelations       | Сестра        |
| 2010 | ф  | Кохання та інші ліки   | Love and Other Drugs        | Керол         |
| 2011 | ф  | Тор                    | Thor                        | Леді Сіф      |
| 2011 | ф  | Косяки                 | Loosies                     | Люсі Етвуд    |
| 2011 | кф | Птахи гніву            | The Birds of Anger          | Енні          |
| 2013 | ф  | Повернення героя       | The Last Stand              | Сара Торренс  |
| 2013 | ф  | Перехрестя             | Intersections               | Тейлор Долан  |
| 2013 | ф  | Саванна                | Savannah                    | Люсі Стаббс   |
| 2013 | ф  | Тор 2: Царство темряви | Thor: The Dark World        | Леді Сіф      |
| 2016 | ф  | Порушені обітниці      | Broken Vows                 | Тара          |
| 2017 | ф  | Тор 3: Рагнарок        | Thor: Ragnarok              | Леді Сіф      |
| 2018 | ф  | Лондонські поля        | London Fields               | Гоуп Клінч    |
| 2022 | ф  | Зникла                 | Last Seen Alive             | Ліза Спанн    |
| 2022 | ф  | Тор: Кохання та грім   | Thor: Love and Thunder      | Леді Сіф      |
| 2022 | ф  |                        | The Minute You Wake Up Dead | Ділейн Мур    |

### Телебачення
| Рік       |    | Українська назва             | Оригінальна назва                 | Роль                                                       |
| --------- | -- | ---------------------------- | --------------------------------- | ---------------------------------------------------------- |
| 2005      | с  | У Філадельфії завжди сонячно | It's Always Sunny in Philadelphia | Таммі                                                      |
| 2006      | с  | Переговорники                | Standoff                          | Барріста                                                   |
| 2006—2007 | с  | Стеж за мною                 | Watch Over Me                     | Кейтлін Портер                                             |
| 2007—2009 | с  | Кайл XY                      | Kyle XY                           | Джессі                                                     |
| 2009      | с  | C.S.I.: Місце злочину Маямі  | CSI: Miami                        | Дженна Йорк                                                |
| 2009      | с  | Кістки                       | Bones                             | Моллі Бріггс                                               |
| 2010      | с  |                              | Ultradome                         | Хан Соло                                                   |
| 2011      | с  | Медсестра Джекі              | Nurse Jackie                      | Тані Пейтон                                                |
| 2011      | с  | Таємні операції              | Covert Affairs                    | Рева Клайн                                                 |
| 2012      | с  | Сприйняття                   | Perception                        | Нікі Аткінс                                                |
| 2014      | тф | Відкрито                     | Open                              | Клер                                                       |
| 2014—2015 | с  | Агенти Щ.И.Т.                | Agents of S.H.I.E.L.D.            | Сіф                                                        |
| 2015—2020 | с  | Сліпа зона                   | Blindspot                         | Джейн Доу                                                  |
| 2015      | с  | На межі                      | The Brink                         | лейтенант Гейл Світ                                        |
| 2021      | с  | Локі                         | Loki                              | Леді Сіф (Епізод: "Подія Нексус")                          |
| 2021      | мс | А що як...?                  | What If...?                       | Леді Сіф (Епізод: "А що як... Тор був би єдиною дитиною?") |

### Відеоігори
| Рік  | Назва                | Персонаж | Примітка |
| ---- | -------------------- | -------- | -------- |
| 2011 | Thor: God of Thunder | Леді Сіф | [ 11 ]   |

## Нагороди та номінації
| Рік  | Нагорода            | Категорія                                         | Робота     | Результат | Пос.   |
| ---- | ------------------- | ------------------------------------------------- | ---------- | --------- | ------ |
| 2008 | Сатурн              | Найкраща жіноча роль другого плану на телебаченні | Кайл XY    | Номінація | [ 12 ] |
| 2011 | Scream Awards       | Найкраща акторка другого плану                    | Тор        | Номінація | [ 13 ] |
| 2011 | Scream Awards       | Проривна роль - жінка                             | Тор        | Номінація | [ 13 ] |
| 2017 | Action Iconic Award | Action Iconic Award                               | Сліпа зона | Перемога  |        |